# 게임회사 이야기
《게임회사 이야기》는 이수인이 연재한 만화로, 게임 관련 회사를 다니는 사람들의 에피소드를 그리고 있다. 그 내용의 대부분이 게임 개발자들의 애환을 다룬 것으로, 게임 개발자들 사이에서 공감대를 얻으며 크고 작은 파장을 일으켰다.

## 역사
이 웹툰은 2002년 3월부터 게임 잡지 월간 게이머즈에서 연재되기 시작했다. 그러다 2004년 1월 작가가 이글루스 블로그를 열며 과거에 연재되었던 만화들을 제공하기 시작했다. 그의 블로그는 2004년 8월 가장 많이 링크된 이글루스 블로그로 선정되고, 같은 해 12월에는 대한민국 블로그 50선에 선정되며 큰 인기를 누렸다.
그러나 2005년 1월 단행본으로의 발매가 결정되자 출판사 측의 요청으로 블로그가 폐쇄되었다. 그리고 게이머즈 2월호에서 '꿈★에 대하여 이야기하자'라는 주제를 마지막으로 게임회사 이야기의 잡지 연재가 종료되었다. 그러나 같은 해 3월 블로그는 다시 열렸고, 같은 해 5월에 단행본 작업이 중단되었음을 알렸다. 그러나 다시 같은 해 6월 단행본 작업 재개가 결정되며 출판사의 요청에 의해 블로그를 폐쇄하는 일이 반복되었다.
결국 2005년 11월 에이콘출판사에 의해 게임회사 이야기의 단행본이 출판되었다. 그리고 같은 달에 블로그가 다시 열렸지만, 단행본이 출간된 이후에는 새로운 만화가 연재되지는 않고 있다.

## 만화의 형식
게임회사 이야기는 전형적인 네컷 만화의 형태를 취하고 있다. 월간 잡지인 게이머즈에 연재되면서 달마다 특정한 주제를 정하고, 7개 정도의 네 컷 만화를 게재하였다.

## 필명 이현기
게임회사 이야기가 다루는 주제는 민감한 내용이 많아서 작가인 이수인은 책을 발간하고 정체를 드러낼 때까지 이현기라는 필명을 썼었다. 이수인은 필명 이현기를 자신이 쓰던 소설의 여주인공의 이름에서 따왔고, 그 이름으로 컬럼도 써왔다. 하지만 그는 동명의 게임 디자이너인 이현기가 있다는 것은 몰랐고, 게임 디자이너인 이현기를 아는 사람은 게임회사 이야기의 연재자를 그로 오해했다.
이후 이수인이 자신의 정체를 드러내자 오해는 모두 풀렸고, 이수인은 그간의 오해로 생긴 일을 사과했다.

## 이런저런 사실
- IMC 게임즈의 김학규는 인터넷 상에서 neolith라는 아이디를 쓰는데, 한번은 그가 게임회사 이야기 블로그에 댓글을 남긴 적이 있었다. 그 내용은 'ㅎㅎ 나 왔다 간다'였는데, 김학규는 게임회사 이야기의 작가를 자신이 아는 게임 디자이너 이현기로 오해한 것이다.[3]
- 게임개발자들의 여러 가지 실패 사례를 나열하는 부분에서 '주식을 많이 가진 사람이 왕이 되는 자본주의 시스템을 잘 이해하지 못해 회사를 빼앗긴다거나'라는 대목이 있는데, 이것은 라그나로크 온라인의 개발자 김학규가 게임을 완성한 후 투자자에게 회사를 빼앗긴 일을 두고 쓴 글이라는 말이 있다.

## 참조
1. ↑  “게임회사 이야기 블로그”. 2007년 6월 22일에 원본 문서에서 보존된 문서. 2007년 6월 28일에 확인함.
2. ↑  게임회사 이야기 작가 이수인 님 보관됨 2007-09-28 - 웨이백 머신 - 디스이즈게임
3. ↑  “게임회사 이야기 작가 이수인 님”. 2007년 9월 28일에 원본 문서에서 보존된 문서. 2007년 6월 28일에 확인함.